# Seznam britských fotografek
Toto je seznam britských fotografek, které se ve Spojeném království narodily nebo jejichž díla jsou s touto zemí úzce spojena.

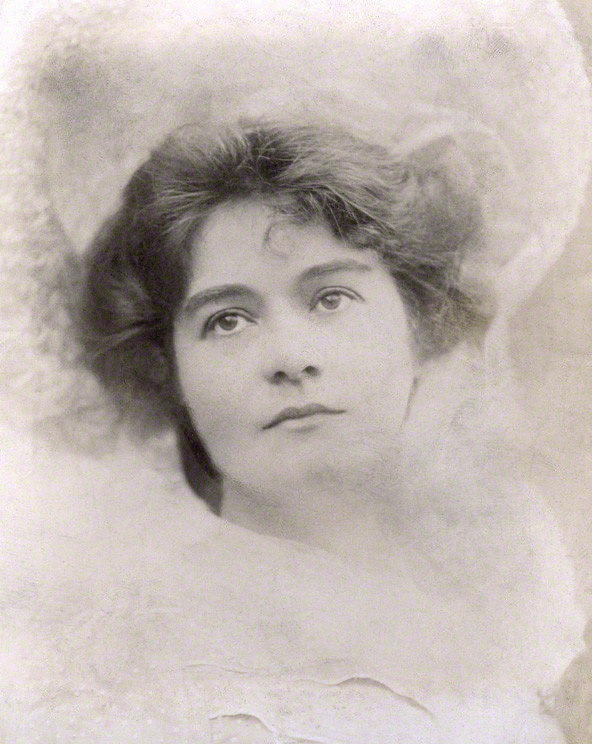
Lallie Charles (1869–1919) se svou sestrou Ritou Martinovou patřily mezi komerčně nejúspěšnější portrétní fotografky v první dekádě 20. století

## A
- Deborah Anderson (* 1970), fotografka, hudebnice, filmová režisérka
- Sarah Angelina Aclandová (1849–1930), amatérská fotografka, průkopnice barevné fotografie na Gibraltaru v letech 1903 a 1904 a později na Madeiře
- Nudrat Afza (* 1955), dokumentární fotografka z Bradfordu
- Heather Angel (* 1941), fotografka přírody
- Olivia Arthur (* 1980), dokumentární fotografka
- Anna Atkinsová (1799–1871), botanička, jako první vydala knihu ilustrovanou fotografickými obrazy
- Emily Allchurch (* 1974), britská umělkyně známá používáním digitální fotografie a lightboxu k vytváření nových děl založených na mistrovských dílech světového umění

## B
- Lisa Barnard (1967), dokumentární fotografka, odborná asistentka dokumentární fotografie na University of South Wales
- Kate Barry (1967–2013), módní fotografka
- Eva Barrettová (1879–1950), britská portrétní a dvorní fotografka působící v Itálii
- Emma Barton (1872–1938), portrétní fotografka, autochromy, získala v roce 1903 medaili Královské fotografické společnosti
- Rebecca Lilith Bathoryová (* 1982), známá také jako Rebecca Litchfieldová, fotografuje opuštěná místa a provozuje temnou turistiku
- Mabel Bent (1847–1929), průkopnice, cestovní fotografka, působící ve východním Středomoří, jižní Africe a na Arabském poloostrově
- Zarina Bhimji (* 1963), fotografka, vyhnání Asiatů z Ugandy a další migrační problémy
- Dorothy Bohmová (1924–2023), původem z Königsbergu, původně portréty, později pouliční fotografie, od roku 1985 barevně
- Gemma Booth (aktivní od roku 2009), módní fotografka
- Ethel Booty (1873-1964), fotografka budov
- Jane Bownová (1925–2014), portrétní fotografka, pracovala také pro The Observer
- Sonia Boyce (* 1962), současná umělkyně, fotografka, pedagožka
- Sarah Anne Bright (1793–1866), umělkyně, fotografka, vytvořila nejdříve přežívající fotografické snímky pořízené ženou
- Zana Briski (* 1966), fotografka a filmařka, dokumentární filmy, zejména o hmyzu
- Christina Broom (1862–1939), první britská novinářská fotografka
- Olivia Buckinghamová (* 1990), britská socialistka narozená v Hongkongu, redaktorka časopisu a bývalá fotografka
- Zoë Buckman (* 1985), multimediální umělkyně, fotografka
- Cindy Buxton (* 1950), fotografka divoké zvěře, filmařka

## C
- Juno Calypso (* 1989), fotografka pořizuje autoportréty
- Julia Margaret Cameronová (1815–1879), pozoruhodná raná tvorba, úzce ořezané portréty osobností, 800 jejích děl ve vlastnictví Královské fotografické společnosti
- Natasha Caruana (* 1983)
- Araminta de Clermont (* 1971), umělecká fotografka
- Hannah Collins (* 1956), současná umělkyně, filmařka, fotografka
- Keturah Anne Collingsová (1862–1948), malířka a fotografka, provozovala vlastní londýnské fotografické studio
- Lena Connellová (1875–1949) sufražetka a známá fotografka, jejíž práce se nachází ve sbírkách Národní portrétní galerie v Londýně
- Anita Corbinová (* 1958), současná umělkyně
- Elaine Constantine (1965), fotografka, filmařka
- Joan Craven (1897–1979), fotografka
- Dora Curtisová (1873–1920), fotografka a malířka, členka expedice z roku 1914 po řece Jenisej na Sibiři do Karského moře, kterou vedla polská antropoložka Maria Antonina Czaplicka
- Lallie Charles (1869–1919) se svou sestrou Ritou Martinovou patřily mezi komerčně nejúspěšnější portrétní fotografky v první dekádě 20. století

## D
- Siân Davey (* 1964), fotografka
- Corinne Day (1962–2010), módní a dokumentární fotografka
- Venetia Dearden (* 1975), fotografka, filmařka
- Susan Dergesová (* 1955), fotografka, fotografuje bez fotoaparátu
- Mary Dillwynová (1816–1906), první fotografka ve Walesu, fotografovala květiny, zvířata, rodinu a přátele ve 40. a 50. letech 19. století
- Thereza Dillwynová Llewelynová (1834–1926), velšská astronomka a průkopnice vědecké fotografie, její otec byl John Dillwyn Llewelyn
- Zoë Dominic (1920–2011), taneční a divadelní fotografka

## E
- Olive Edis (1876–1955), portréty a rané autochromy, prohlížeč diaskopů
- Amanda Eliaschová (aktivní od roku 1999), fotografka, výtvarnice, filmařka
- Tracey Eminová (* 1963), vizuální a multimediální umělkyně s tureckými kořeny známá svými autobiografickými a provokativními uměleckými díly

## F
- Florence Farmborough (1887–1978), spisovatelka, fotografka, zdravotní sestra
- Candice Farmer (* asi 1970), podvodní módní fotografka
- Mary Georgina Filmer (1838–1903), časná zastánkyně fotomontáží
- Mary Fitzpatricková (* 1968), známá svou prací v prostorech opuštěných po konfliktu
- Anna Fox (* 1961), kancelářský život v Londýně, série „Made in“ v Milton Keynes, Kansasu, Göteborgu a Florencii
- Constance Fox Talbotová (1811–1880), manželka Henryho Foxe Talbota, experimentovala s fotografií již v roce 1839
- Martine Francková (1938–2012), britsko-belgická dokumentární a portrétní fotografka, druhá manželka Henri Cartier-Bressona a spoluzakladatelka a prezidentka Nadace Henri Cartier-Bressona. Více než 32 let byla členkou Magnum Photos
- Catriona Fraser (* 1972), fotografka a obchodnice s uměním
- Melanie Friend (* 1957), fotografka, pedagožka
- Jill Furmanovsky (* 1953) se specializuje na dokumentaci rockových hudebníků

## G
- Yishay Garbasz (* 1970), současná umělkyně, fotografka
- Paula Rae Gibson (* 1968), umělecká fotografka
- Fay Godwin (1931–2005), fotografka krajiny
- Yvonne Gregory (1889–1970), společenská fotografka, fotografka aktů a spisovatelka

## H
- Pamela Hanson (aktivní od roku 2001), módní fotografka
- Eleanor Hardwick (* 1993), současná nebinární umělkyně, fotografka, kurátorka
- Alice Seeley Harris (1870–1970), misionářka, dokumentární fotografka
- Clementina Hawardenová (1822–1865), portrétní fotografka v 60. letech 19. století, předcházející Julii Margaret Cameronové
- Sophia Hoare (?), portréty domorodých obyvatel na Tahiti a Novém Zélandu
- Kate Holt (* 1972), britská fotoreportérka narozená v Zimbabwe
- Alice Hughes (1857–1939), přední londýnská portrétní fotografka se specializací na obrazy žen a dětí

## Ch
- Gayle Chongová Kwanová (* 1973), umělkyně a fotografka
- Lill-Ann Chepstow-Lusty (* 1960), norsko-britská fotografka, kurátorka a umělkyně, jedna z průkopnic postmoderní fotografie v 80. letech 20. století

## J

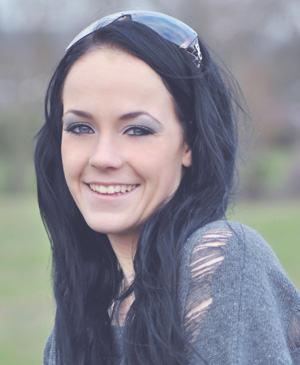
Care Johnson (* 1993), fotografka, bloggerka, maskérka, retušérka, veřejná mluvčí

- Care Johnson (* 1993), fotografka, bloggerka, maskérka, retušérka, veřejná mluvčí
- Andrea Jones (* 1960), zahradní fotografka
- Elsbeth Juda (1911–2014), módní fotografka
- Sam Jury (* ?), vizuální umělkyně a fotografka působící v Cambridge

## K
- Ann Kelley (* 1941), dětská spisovatelka, básnířka, fotografka
- Roshini Kempadoo (* 1959) fotografka, mediální umělkyně a akademička, zabývá se ženskými problémy a otázkami reprezentace, zejména černochů

## L
- Etheldreda Laing (1872–1960), rané autochromové fotografie

## M
- Neeta Madahar (* 1966), umělecká fotografka se specializací na přírodu, ptáky a flóru
- Jessie Mann (1805–1867), raná skotská fotografka, asistentka Davida Octavia Hilla a Roberta Adamsona
- Rita Martinová (1875–1958) se svou sestrou Lallie Charlesovou patřily mezi komerčně nejúspěšnější portrétní fotografky v první dekádě 20. století
- Georgina Masson (1912–1980), fotografka, spisovatelka faktu
- Chloe Dewe Mathews (* 1982), dokumentární fotografka
- Mary McCartney (1969), fotografovala baletky, Spice Girls
- Wendy McMurdo (* 1962), zkoumá vztah mezi technologií a identitou
- Lotte Meitner-Grafová (1899–1973), portrétní fotografka ve Vídni až do roku 1937, kdy přijela do Londýna
- Yevonde Middletonová (1893–1975) průkopnice v používání barev v portrétní fotografii
- Margaret Mitchell (* 1968), skotská portrétistka a dokumentární fotografka
- Augusta Mostyn (1830–1912), filantropka, výtvarnice, fotografka
- Tish Murtha (1956–2013), dokumentární fotografka

## N
- Caroline Emily Nevill (1829–1827), raná fotografka a průkopnická členka klubu Photographic Exchange Club

## P
- Laura Pannack (* 1985), sociální dokumenty a portréty
- Vinca Petersen (* asi 1972), dokumentovala svůj kočovný život v 90. letech
- Ingrid Pollardová (* 1953), nositelka ocenění Hasselblad Award
- Jill Posener (* 1953), lesbická fotografka, dramatička
- Kate Pragnellová (1853–1905), portrétní fotografka průkopnice a majitelka firmy

## Q
- Terri Quaye (* 1940), hudebnice, etnografická fotografka

## R
- Franki Raffles (1955–1994), sociální dokumentární fotografka
- Suze Randall (* 1946), autorka erotických fotografií
- Sophy Rickett (* 1970), fotografka, autorka instalací
- Grace Robertson (* 1930), fotoreportérka přispívající do magazínů Picture Post a Life v 50. letech
- Ellen Rogers (* 1983), portrétní a módní fotografka
- Mary Rosse (1813–1885) začala experimentovat s fotografií v roce 1842

## S
- Jane Martha St. John (1801–1882), známá svými kalotypy Říma z roku 1856 a dalších měst v Itálii, nyní v muzeu J. Paula Gettyho a v MoMa
- Jo Metson Scott (* ?), portrétní a dokumentární fotografka aktivní v Londýně
- Philippa Scott (1918–2010), fotografka divoké zvěře
- Pepita Seth (aktivní od 2000), známá svými fotografiemi slonů
- Lizzie Caswall Smith (1870–1958) aktivní na počátku 20. století, specializovala se na vyšší společnost a celebrity, studiové portréty, často používané pro pohlednice
- Pennie Smith (* 1949), černobílé portréty, rockové skupiny
- Sally Soames (1937–2019), novinářská fotografka
- Jo Spence (1934–1992), známá svými autoportréty zobrazujícími její boj proti rakovině
- Doreen Spooner (1928–2019), první fotografka na Fleet Street
- Marilyn Staffordová (1925–2023), britská fotografka amerického původu, fotožurnalistka, módní fotografie
- Hannah Starkey (* 1971), představila prostředí žen v městském prostředí
- Hilary Stocková (* 1964), umělecká fotografka a cestovatelka
- Clare Strand (* 1973), konceptuální fotografka
- Maud Sulter (1960–2008), výtvarná umělkyně, fotografka, spisovatelka a kurátorka
- Ella Sykesová (1863–1939), cestovatelka, fotografka a spisovatelka

## T
- Mitra Tabrizian (* 1959), profesorka fotografie na Westminsterské univerzitě
- Sam Taylor-Wood (1967), umělecká fotografka, portréty
- Anya Teixeira (1913–1992) založila Creative Photo Group
- Eveleen Tennant (1856–1937), fotografka, rodina a návštěvníci
- Alys Tomlinson (* 1975)
- Abbie Trayler-Smith (* ?), dokumentární a portrétní fotografka
- Amelia Troubridge (* 1974), portrétní a dokumentární fotografka
- Edith Tudor-Hart (1908–1973), fotografka a ruská špiónka
- Emma Turner (1866–1940), průkopnice fotografie ptáků, ornitoložka, velkou část svého života zasvětila pozorování, fotografování, přednáškám a psaní o ptácích a prosazování jejich ochrany

## V
- Vivienne (1889–1982), fotografka, zpěvačka, spisovatelka

## W
- Agnes Warburg (1872–1953), vlivná raná barevná fotografka
- Gillian Wearing (* 1963), konceptuální umělkyně, která také pracuje s fotografií, videem a instalacemi
- Jeanie Welfordová (1854–1947), fotografka a první členka britského cyklistického klubu. Provozovala fotoateliéry v Londýně, Birminghamu a Rottingdeanu
- Jane Wigleyová (1820–1883), raná fotografka, otevřela studia v Newcastlu a Londýně v polovině 40. let
- Val Wilmer (* 1941), spisovatelka a fotografka se specializací na jazz, gospel, blues a britskou africko-karibskou hudbu a kulturu
- Vanessa Winship (* 1960), portrétování a krajina, zejména v Turecku, Gruzii a USA
- Olivia Wyndham (1897–1967), fotografka společnosti

## Y
- Catherine Yass (* 1963), jasná barva, obrazy často kombinují pozitivní a negativní objekty, předměty od toalet až po prázdná kina a bollywoodské hvězdy
- Madame Yevonde (1893–1975), průkopnice použití barev v portrétní fotografii, včetně řady hostů na večírku oblečených za římské a řecké bohy a bohyně